# 金立言
金立言（1946年12月7日—），字守三，籍貫浙江臨海，出生於台灣台北。曾服務於總統府侍衛室及國家安全局特勤中心，官拜政戰中校，為劉雲樵弟子，歷四位總統之警衛人員，並擔任八極拳技擊教官，現致力於推廣八極拳。

## 簡歷
1946年出生於台灣省台北市松山區。
1947年因發生二二八事變，隨父母返回浙江臨海。
1949年全家隨政府來台，定居於現台北中山北路一帶。
1969年政工幹校體育系大學部15期畢業。
1970–1973年任陸軍排長、輔導長、體育官。
1973年12月進入總統府侍衛室特警組擔任特警官。
1975年於景美武壇拜八極拳名師劉雲樵習拳。
1978年2月成為劉雲樵關門弟子?
1987年金立言接替劉雲樵繼任八極拳技擊教官。
1993年8月退休，任職期間共擔任蔣中正(1973-1975)、嚴家淦(1975-1978)、蔣經國(1978-1988)、李登輝(1988-1993)四任總統警衛人員。
1996年台灣首屆民選總統選舉期間擔任候選人陳履安之安全組長。
1997-1998年擔任警政署維安特勤中隊戰技教官。
2001年擔任中華民國大內八極武學發展協會第一屆理事長。
2002 -2004年，擔任法務部調查局駐衛警察班戰技指導教官。
2005年受聘訓練特勤中心保安人員八極拳種子教官。
2006年擔任特勤中心保安部八極拳訓練講師。
2009年起擔任警官二隊八極拳訓練教官。
2011年起擔任武壇國術推廣中心顧問。

## 八極拳之學習與推廣
1975年，蔣中正逝世，同年總統府侍衛室特警組進行整編，並自組內遴選三位侍衛金立言、劉大新、郭贛台擔任種子教官，派赴台北景美武壇由劉雲樵大師嚴訓八極拳基礎功達三年。
1978年，劉雲樵應當時總統府侍衛長孔令晟將軍邀約，擔任總統府侍衛室總教官，並自憲、警、軍各單位中選拔出包含金立言在內之22名種子教官，同年2月於台北拜劉雲樵大師學藝，該批種子教官即為劉雲樵在軍情系統內最後一批關門弟子，並協助日後之特勤人員訓練。
1993年金立言自軍中退休，並於1996年對外教授帶有侍衛風格之八極拳，因與一般民間修習之八極拳有所差異，亦名為大內八極拳。
2000年8月設立大內八極拳網站，截至2005年10月已有17餘萬人次參訪。同年底於台北設立講武堂，以近身實戰為前提教授八極拳。
為有效推廣八極拳及避免武術界常見之優劣比較，金立言乃以體育方式訓練，注重體能鍛鍊、臨危反應，不限已修習其他武術學生加入，亦不限自家學生修習其他武術。
2001年，金立言成立中華民國大內八極武學發展協會，擔任第一屆理事長，並積極參與各項武術交流活動。

## 著作
大內八極拳之小八極拳 ISBN：9579772517
大內八極拳之大八極拳 ISBN：9573075644
大內八極拳之六大開、劈掛掌 ISBN：9573075687
大內八極拳之連環拳 ISBN：9573021102
劉雲樵大師紀念錄像帶。
劉雲樵大師逝世十週年紀念專輯 ISBN：9573021137
大內八極拳全集(附DVD)

## 相關連結
大內八極拳臉書粉絲頁